# Ešta'ol
Ešta'ol (hebrejsky אֶשְׁתָּאוֹל, v oficiálním přepisu do angličtiny Eshta'ol) je vesnice typu mošav v Izraeli, v Jeruzalémském distriktu, v Oblastní radě Mate Jehuda.

## Geografie
Leží v nadmořské výšce 283 metrů na zalesněných svazích na západním okraji Judských hor v Jeruzalémském koridoru, v místech kde se terén začíná sklánět do pahorkatiny Šefela, do které tu vstupuje údolí vádí Nachal Ksalon s přítokem Nachal Karmila, který sem ústí od severovýchodu, od hory Har Karmila. Severozápadně od vesnice se rozkládá Ešta'olský les vysázený Židovským národním fondem, který je součástí rozsáhlejšího lesního komplexu zvaného Rabinův park.
Obec se nachází 33 kilometrů od břehu Středozemního moře, cca 40 kilometrů jihovýchodně od centra Tel Avivu a cca 21 kilometrů západně od historického jádra Jeruzalému. Ešta'ol obývají Židé, přičemž osídlení v tomto regionu je etnicky převážně židovské. Mošav je situován 4 kilometry od Zelené linie, která odděluje Izrael v jeho mezinárodně uznávaných hranicích a Západní břeh Jordánu, respektive od nárazníkové zóny v prostoru Latrunu. Počátkem 21. století byla ale plocha Latrunského výběžku s demografickou dominancí Židů fakticky anektována k Izraeli pomocí bezpečnostní bariéry a dále s severovýchodu ležící arabské (palestinské) oblasti Západního břehu fyzicky odděleny.
Ešta'ol je na dopravní síť napojen pomocí severojižní dálnice číslo 38, která na jihu vede k městu Bejt Šemeš. U obce z ní k západu odbočuje dálnice číslo 44. K východu do Jeruzalému pak vede lokální silnice číslo 395.

## Dějiny

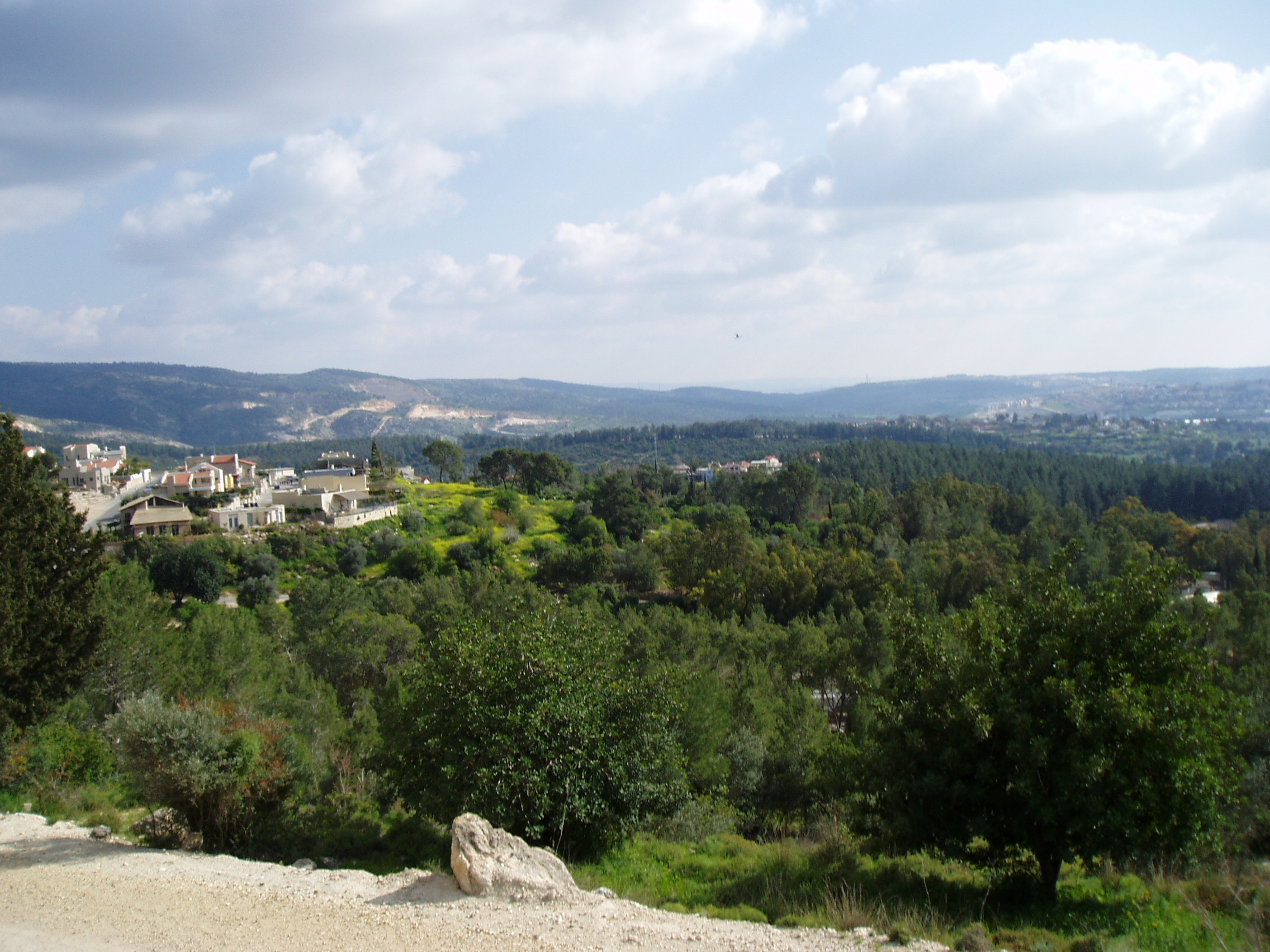
Ešta'olský les

Ešta'ol byl založen v roce 1949. Jménem navazuje na starověké sídlo Eštaól zmiňované zde v bibli v Knize Soudců 13,25
Novověké židovské osidlování tohoto regionu začalo po válce za nezávislost tedy po roce 1948, kdy Jeruzalémský koridor ovládla izraelská armáda a kdy došlo k vysídlení většiny zdejší arabské populace. Poblíž dnešního mošavu se do roku 1948 rozkládaly arabské vesnice Išva (přímo v prostoru dnešní židovské vesnice) a Islin (na severozápadním okraji dnešního mošavu). Išva jménem přímo navazovala na biblický Eštaól. Ve vesnici stávala mešita zasvěcená proroku Jozue. Pitnou vodu poskytoval zdejší pramen Ajn Išva severně od vesnice. Roku 1931 žilo v Išva 468 lidí v 126 domech. Roku 1948 719 v 193 domech. Islin měl roku 1931 186 obyvatel a 49 domů. Roku 1948 302 obyvatel a 79 domů. Izraelci byly obě vesnice dobyty v červenci 1948. Zástavba v Islin pak byla zcela zbořena. Ve vesnici Išva z větší části zbořena, s výjimkou několika domů využívaných nadále současnou židovskou obcí.
Ke zřízení současného mošavu došlo 9. prosince 1949. Zakladateli byla skupina Židů z Jemenu. Osadníci se zabývali převážně výsadbou lesů v okolí vesnice. Kromě toho se rozvíjelo zemědělství (zejména chov drůbeže). V 90. letech 20. století prošla obec stavebním rozšířením.

## Demografie
Podle údajů z roku 2014 tvořili naprostou většinu obyvatel v Ešta'ol Židé - cca 1100 osob (včetně statistické kategorie "ostatní", která zahrnuje nearabské obyvatele židovského původu ale bez formální příslušnosti k židovskému náboženství, cca 1200 osob).
Jde o menší obec vesnického typu s dlouhodobě rostoucí populací. K 31. prosinci 2014 zde žilo 1160 lidí. Během roku 2014 populace stoupla o 1,4 %.
| Rok            | 1961 | 1972 | 1983 | 1995 | 2001 | 2003 | 2004 | 2005 | 2006 | 2007 | 2008 | 2009 | 2010 | 2011 | 2012 | 2013 | 2014 |
| -------------- | ---- | ---- | ---- | ---- | ---- | ---- | ---- | ---- | ---- | ---- | ---- | ---- | ---- | ---- | ---- | ---- | ---- |
| Počet obyvatel | 307  | 360  | 426  | 567  | 671  | 721  | 778  | 824  | 876  | 932  | 943  | 980  | 1012 | 1087 | 1104 | 1144 | 1160 |